# Kovalik
A Kovalik vagy Kovalík szláv eredetű foglalkozásnévből származó családnév. Jelentése kovács. Főleg szláv nyelvterületen elterjedt családnév.  Magyarországon főleg szlovák nyelvterületről terjedt el. 2019-ben nem szerepelt a leggyakoribb száz családnév között Magyarországon.

## Híres Kovalik nevű személyek
Kovalik
- Kovalik Ágnes (1980) színésznő
- Kovalik Balázs (1969) rendező
- Kovalik Ferenc (1933–1994) labdarúgó
- Kovalik Károly (1927–1995) riporter, újságíró
- Kovalik Mónika (1961) kosárlabdázó

Kovalík
- Jozef Kovalík (1992) szlovák teniszező